# Vincenz Tobisch
Vincenz Ignatz Tobisch (* 11. November 1835 in Prag; † 14. März 1891 in Johnsdorf) war ein böhmischer Bergbauingenieur.

## Leben
Tobisch wurde 1835 in Prag als Sohn des k.k. Staatsbuchhaltungs-Rechnungsrats Franz Karl Tobisch (1794–1862) aus Meseritz bei Kaaden und der Ludmilla Drtina (1805–1886) geboren. Sein Bruder war der Jurist Eduard Tobisch, sein Onkel war der Landwirt Franz Josef Tobisch.
Vincenz Tobisch war ab 1856 Zögling an der königlich ungarischen Berg- und Forstakademie in Schemnitz, 1862 an der k.k. Montan-Lehranstalt in Příbram. Das Studium schloss er als Bergbauingenieur ab. Anschließend war er u. a. als Werksleiter des Bergwerks in Postelberg tätig. Ab 1875 war er Schichtmeister der Brüxer Kohlenbergbau-Gesellschaft in der Gemeinde Tschauch, ehe er 1880 Bergverwalter und später Bergdirektor in Dux wurde. 1882 gehörte er dem Vorstand der in Dresden ansässigen Duxer Kohlenverein AG an. Im November 1883 wurde er von der k.k. Berghauptmannschaft Prag offiziell zum behördlich bestellten Bergbauingenieur ernannt. Tobisch war Bevollmächtigter des Grafen Georg Waldstein-Wartenberg für dessen Schächte Georg I und II in Dux und Oberleutensdorf, des Bergwerksdirektors Constantin Manger für dessen Schächte bei Brezinka bei Časlau und des Ferdinand Kühnl für die Ferdinand-Zeche in Hawran bei Brüx.
Neben montanwissenschaftlichen Arbeiten widmete sich Tobisch auch der Erforschung der Fauna- und Flora in den über den Braunkohlen befindlichen Tertiärschichten. Aus dieser Tätigkeit stammte eine reichhaltige Sammlung, die er u. a. der Leopoldina zur Verfügung stellte.
Zuletzt war Tobisch als Bergdirektor und Verwalter der Gruben in Oberleutensdorf tätig. 1891 verstarb er in der Villa Korschinek in Johnsdorf.